# Science
Science (ejtsd: szájensz, angolul am. tudomány) az A Természettudományok Haladását Támogató Amerikai Egyesület (American Association for the Advancement of Science, AAAS) kiadványa. A brit Nature mellett világszerte a legfontosabb ilyen jellegű sajtóorgánum. A hetilap ún. Peer-Review-elven működik és körülbelül 130 ezer előfizetője van. Mivel azonban az előfizetők között számtalan tudományos intézet és egyetem is van és mert a hetilapnak a honlapja is olvasható, az olvasók száma inkább egymillió lehet.
A kiadvány elsősorban fontos tudományos kutatások eredményeinek, illetve az erről szóló beszámolók publikálásával foglalkozik, de emellett minden számban vannak újdonságok és vélemények, különböző tudományos álláspontok.
Bár a legtöbb tudományos magazin egy bizonyos szakterületre specializálódott, a Science – legnagyobb konkurenséhez, a Nature-höz hasonlóan - a természettudomány összes résztudományával foglalkozik. A publikációk nagy része biológiával, azon belül különösen genetikával és biotechnológiával foglalkozik. Bár a lapot az AAAS adja ki, a publikáláshoz nem feltétel a tagság. A beküldött cikkeknek csak az egy tizede kerül közlésre, amelyek ezt megelőzően átfutják az ún. Peer-Reviewt, és csak utána jelennek meg. A szerkesztőség székhelye Washington D.C. és fenntart egy irodát Cambridge-ben.

## Külső hivatkozások
- A Science honlapja